# Тральщики типа «Алджерин»
Тральщики типа «Алджерин» (англ. Algerine-class minesweepers) — серия британских тральщиков, построенных с 1942 по 1944 годы и нёсших службу в составе КВМС Великобритании в годы Второй мировой войны. Эти тральщики выполняли не только задания по установке или борьбе с морскими минами, но и иногда играли роль кораблей сопровождения. Всего было спущено на воду 110 кораблей, из них шесть затонули во время войны. Большая часть кораблей была продана за границу, некоторые из них были переоборудованы под торговые судна. Один из этих тральщиков, HMS Pickle, занимался разминированием в британских территориальных водах до 1954 года. Корабль ВМС Таиланда HTMS Phosampton находился в строю до 2012 года, после чего стал кораблём-музеем.

## Оценка проекта
«Алджерин» мог решать те же задачи, что и корвет типа «Флауэр», и в ходе войны тральщики этого типа очень часто привлекали для несения конвойной службы. Однако такая универсальность была куплена в буквальном смысле дорогой ценой — постройка одного тральщика типа «Алджерин» обходилась дороже, чем двух корветов типа «Флауэр».